# مطبخ تركماني

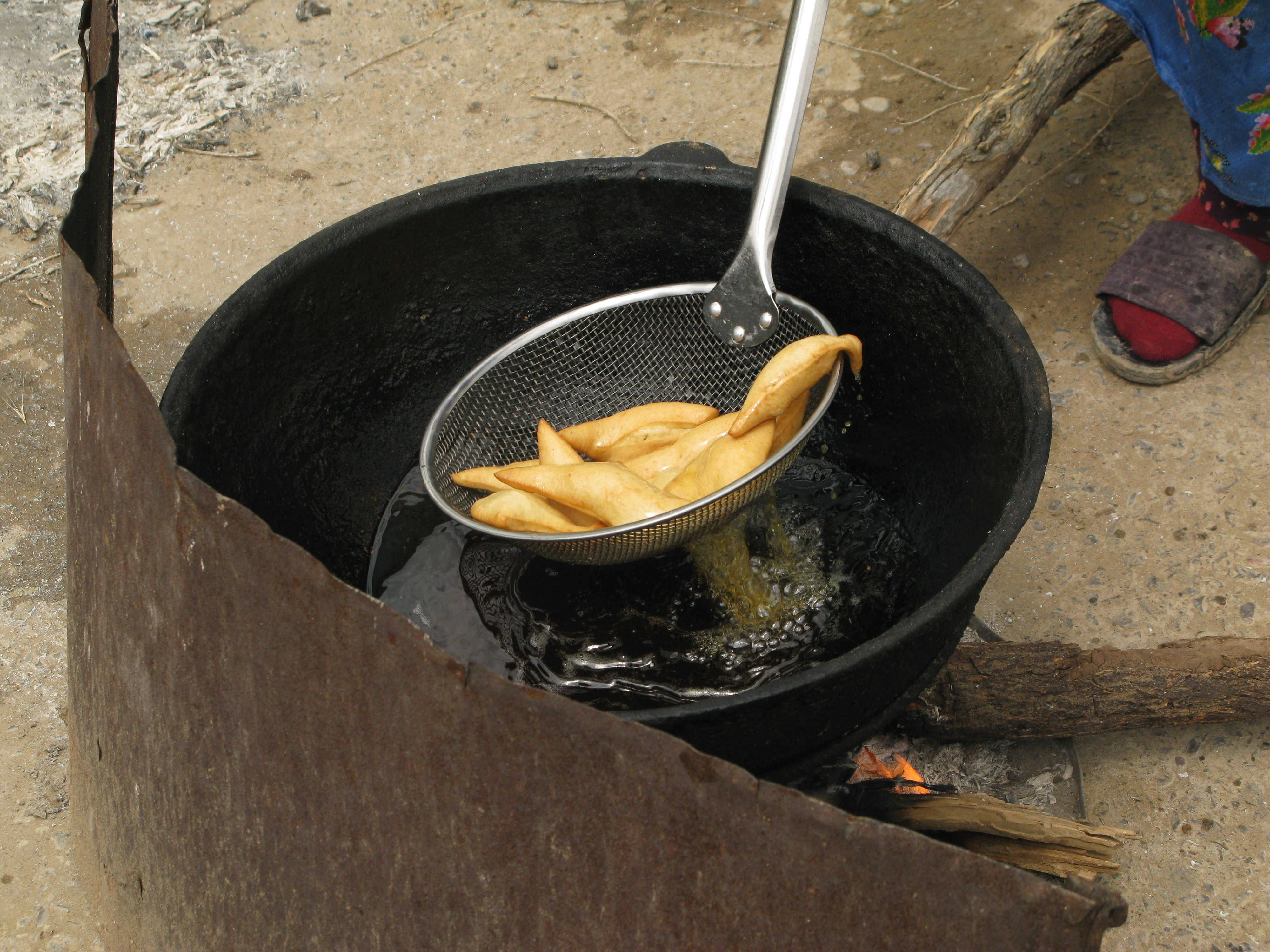

المطبخ التركماني هو مطبخ تركمانستان وهو ينتمي إلى مجموعة مطابخ آسيا الوسطى. تعتبر الطبخة الأشهر في تركمانستان أرز بيلاف وهو طبق يأكله التركمانييون بشكل شبه يومي ويقدمونه لضيوفهم في احتفالاتهم، وهو عبارة عن قطع من لحم الضأن يضاف إليها الجزر والأرز يغلى في قدر مخصص لهذه الطبخة.

كما يختص سكان تركمانستان بصنع شوربة من اللحم والخضروات.
أما بالنسبة للمقليات فيتميز التركمان باعداد أنواع خاصة من السمبوسك، والغوتاب، والاشليكلي وهذه الوجبات تتمتع بشعبية كبيرة وذلك لصغر حجمها وسهولة حملها إذ ان البعض يتناولها خلال تنقلاته واسفاره وكثيرا ما تباع على قارعة الطرقات بواسطة الباعة المتجولين.

يتميز المطبخ التركماني بعدم استعمال البهارات والتوابل بكثرة، ولكن تستعمل زيوت الحبوب وبكميات كبيرة لاضفاء طعم خاص على الوجبات في البلاد.

أما الششليك فهو نوع من الكباب ويتم اعداده بشواء قطع من اللحم وأحيانا السمك يضاف إليها البصل وتعتق بصلصة أساسها الخل يتم شوائها على الفحم وهذا الطبق يقدم في المطاعم التركمانية والتي تقدم أساسا أطباقا جلبها السوفييت خلال الحقبة السوفييتية كالبيلمني ومعجنات من الحنطة السوداء، والغولبوستي وسلطات أساسها المايونيز.